# Сангвинетти, Давиде
Давиде Сангвинетти (итал. Davide Sanguinetti; родился 25 августа 1972 года в Виареджо, Италия) — итальянский профессиональный теннисист и тренер.

## Общая информация
Давиде женат с 30 октября 1999 года на девушке по имени Татьяна, есть дочь Алиса (родилась 10 августа 2002).
Его кумирами в мире тенниса в детстве были Паоло Кане и Милослав Мечирж.

## Спортивная карьера
Начало карьеры
Профессиональную карьеру Давиде начал в 1993 году. В апреле 1994 года в качестве Лаки Лузера дебютировал на турнире ATP-тура в Ницце, где в первом раунде смог выиграть один сет у известного шведа Стефана Эдберга (№ 3 в мире на тот момент), но проиграл в итоге 6-4, 2-6, 4-6. Против него же Сангвинетти сыграл и на дебютном турнире серии Мастерс в Индиан-Уэллсе в марте 1995 года. Вновь взяв один сет итальянец проигрывает Эдбергу. В ноябре того же года он выиграл первый в карьере «челленджер» в парном разряде на турнире Ахмадабаде. В июне 1997 года завоевал титул на одиночном «челленджере» в Фюрте, а в июле в Оберштауфене. Это позволяет Сангвинетти впервые попасть в Топ-100 мирового рейтинга. В конце июля он выиграл дебютный титул в основном туре ATP. Произошло это в парных соревнованиях турнира в Умаге. В августе 1997 года дебютировал в основе на турнире серии Большого шлема, сыграв на Открытом чемпионате США и в первом раунде там он уступает чеху Иржи Новаку. В октябре на турнире в Боготе Давиде впервые выходит в полуфинал и завершает сезон в первой сотне.
1998—2001
На Открытом чемпионате Австралии 1998 года Сангвинетти выходит во второй раунд, где сыграл против первой ракетки мира Пита Сампраса и проиграл в трёх сетах. В апреле он выиграл грунтовый «челленджер» Неаполе, где в финале обыграл молодого Марата Сафина. В мае Давиде удалось выйти в финал турнира в Корал-Спрингсе, где он проиграл австралийцу Эндрю Илие 5-7, 4-6. На Уимблдонском турнире итальянцу удается дойти до четвертьфинала, что стало для него пиковым достижением за карьеру на турнирах серии Большого шлема. Путь дальше ему преградил Рихард Крайчек На Открытом чемпионате США Сангвинетти выиграл первые два матча и дошёл до третьего раунда, где уступил Андре Агасси. Осенью ему дважды удалось выйти в четвертьфинал на турнирах в Мехико и Боготе.
На Открытом чемпионате Австралии 1999 года выходит во второй раунд. Вплоть до мая не может выиграть на турнирах две игры подряд, впервые это произошло на Открытом чемпионате Франции, где он выходит в третий раунд. После Франции его результаты не улучшились и Давиде вылетел из первой сотни. В начале сезона 2000 года Сангвинетти вышел в четвертьфинал на турнире в Ченнае. В марте выиграл «челленджер» в Салинасе. За сезон сыграл на всех четырёх турнирах Большого шлема, но выбывал на стадии первого раунда. В июне вышел в полуфинал на травяном турнире в Лондоне. В сентябре Давиде удалось выйти в финал турнира в Ташкенте, обыграв в том числе во втором раунде № 8 в мире Евгения Кафельникова (7-5, 6-3). В финале он проигрывает другому россиянину из Топ-10 Марату Сафину (№ 2 в мире). Затем итальянец выиграл «челленджер» в Братиславе, а в ноябре выходит в четвертьфинал турнира в Брайтоне.
Сезон 2001 года Сангвинетти начинает с четырех поражений подряд. В конце февраля ему удается выйти в финал турнира в Мемфисе, где он проиграл австралийцу Марку Филиппуссису. Вплоть до июля выбывает на ранних стадиях турнирах. В четвертьфинал ему удается выйти на турнире в Ньюпорте. На Уимблдонском турнире и Открытом чемпионате США выбывает на стадии второго раунда.
2002—05
В феврале 2002 года на турнире в Милане Сангвинетти наконец-то выиграл первый одиночный титул основного тура. Во втором раунде того турнира он обыгрывает третью ракетку мира Хуана Карлоса Ферреро 6-2, 6-4, а в финале 13-го в мире на тот момент Роджера Федерера 7-6(2), 4-6, 6-1. Через неделю после этого он побеждает на «челленджере» в Вроцлаве, а еще через неделю выходит в полуфинал турнира в Копенгагене. В начале марта Сангвинетти сумел выиграть второй одиночный титул ATP. На турнире в Делрей-Бич в финале ему удается переиграть Энди Роддика 6-4 4-6 6-4. Грунтовая часть сезона прошла менее успешно и на Открытом чемпионате Франции результатом итальянца стал второй раунд. На Уимблдоне и в США он выбывает в первом раунде. В сентябре на турнире в Ташкенте смог выйти в полуфинал
На Открытом чемпионате Австралии 2003 года выбывает в первом раунде. В феврале на турнире в Милане Давиде выходит в четвертьфинал, а на турнире в Сан-Хосе смог выйти в финал, где проигрывает Андре Агасси 3-6, 1-6. На Мастерсе в Майами Сангвинетти обыграл во втором раунде № 7 в мире Марата Сафина и вышел в третий раунд. Во Франции и на Уимблдоне выбывает в первом раунде, а в США выступил чуть лучше, выйдя во второй раунд. В конце сезона итальянец вышел в полуфинал турнира в Стокгольме и выиграл «челленджер» в Хельсинки. На протяжении сезона 2004 года Сангвинетти выступал нестабильно и вылетел из первой сотни в рейтинге. Вернуться туда ему удается лишь в конце сезона, когда ему удается выйти в четвертьфинал турнира в Шанхае и полуфинал в Вене.
В феврале 2005 года Давиде вышел в четвертьфинал турнира в Скоттсдейле, а в апреле в Эшториле. На Открытом чемпионате Франции и Уимблдоне он выходит во второй раунд. В июне на траве Сангвинетти вышел в четвертьфинал в Хертогенбосе. В июле выигрывает «челленджер» в Реканати. На Открытом чемпионате США ему удается выйти далеко для себя в четвёртый раунд. В сентябре Давиде вышел в четвертьфинал в Палермо, а в октябре в полуфинал в Стокгольме.
Завершение карьеры
На Открытом чемпионате Австралии 2006 года Сангвинетти вышел во второй раунд. Такой же результат у него был на Открытом чемпионате Франции и Уимблдонском турнире. В июле выиграл одиночный и парный «челленджер» в Реканти. В августе на Мастерсе в Торонто в первом раунде Давиде обыгрывает третьего в мире на тот момент Давида Налбандяна и доходит на турнире до третьего раунда. В январе 2007 года он выходит в четвертьфинал турнира в Ченнае, а в феврале в Делрей-Бич. С 2008 года завершает регулярные выступления, появляясь на турнирах эпизодически. Последний раз в одиночках сыграл в 2009 году, а в паре в 2013 году на «челленджере» в Реканти.
Тренерская карьера
По завершении карьеры игрока Сангвинетти стал тренером. В разное время он сотрудничал с Винсентом Спейди, Го Соэдой и Динарой Сафиной.

## Рейтинг на конец года
| Год  | Одиночный рейтинг | Парный рейтинг |
| 2013 |                   | 1 244          |
| 2009 | 1 095             | 1 138          |
| 2008 | 1 572             |                |
| 2007 | 270               | 524            |
| 2006 | 107               | 164            |
| 2005 | 44                | 168            |
| 2004 | 110               | 258            |
| 2003 | 65                | 78             |
| 2002 | 46                | 262            |
| 2001 | 91                | 711            |
| 2000 | 65                | 544            |
| 1999 | 120               | 164            |
| 1998 | 48                | 194            |
| 1997 | 95                | 162            |
| 1996 | 284               | 299            |
| 1995 | 290               | 351            |
| 1994 | 177               | 790            |
| 1993 | 250               | 624            |
| 1992 | 544               | 880            |
| 1991 | 1 131             |                |
| 1990 | 941               |                |

## Выступления на турнирах

### Финалы турнировATPв одиночном разряде (6)

#### Победы (2)
| Легенда (до 2009/с 2009)             |
| Большой шлем (0*)                    |
| Кубок Мастерс / Финал ATP-тура (0)   |
| Кубок Большого шлема (0)             |
| ATP Masters 1000 (0)                 |
| ATP International Gold / ATP 500 (0) |
| ATP International / ATP 250 (2+1)    |

| Титулы по покрытиям | Титулы по месту проведения матчей турнира |
| ------------------- | ----------------------------------------- |
| Хард (2*)           | Зал (1)                                   |
| Грунт (0+1)         | Зал (1)                                   |
| Трава (0)           | Открытый воздух (1+1)                     |
| Ковёр (0)           | Открытый воздух (1+1)                     |

* количество побед в одиночном разряде + количество побед в парном разряде.
| №  | Дата           | Турнир        | Покрытие | Соперник в финале | Счёт           |
| 1. | 3 февраля 2002 | Милан, Италия | Хард(i)  | Роджер Федерер    | 7-6(2) 4-6 6-1 |
| 2. | 10 марта 2002  | Делрей-Бич    | Хард     | Энди Роддик       | 6-4 4-6 6-4    |

#### Поражения (4)
| №  | Дата             | Турнир              | Покрытие | Соперник в финале | Счёт           |
| 1. | 10 мая 1998      | Корал-Спрингс       | Грунт    | Эндрю Илие        | 5-7 4-6        |
| 2. | 17 сентября 2000 | Ташкент, Узбекистан | Хард     | Марат Сафин       | 3-6 4-6        |
| 3. | 25 февраля 2001  | Мемфис, США         | Хард(i)  | Марк Филиппуссис  | 3-6 7-6(5) 3-6 |
| 4. | 10 февраля 2003  | Сан-Хосе, США       | Хард(i)  | Андре Агасси      | 3-6 1-6        |

### Финалы челленджеров и фьючерсов в одиночном разряде (30)

#### Победы (21)
| Условные обозначения |
| Челленджеры (10+5*)  |
| Фьючерсы (11+3)      |

| Титулы по покрытиям | Титулы по месту проведения матчей турнира |
| ------------------- | ----------------------------------------- |
| Хард (6+1*)         | Зал (5+2)                                 |
| Грунт (13+5)        | Зал (5+2)                                 |
| Трава (0)           | Открытый воздух (16+6)                    |
| Ковёр (2+1)         | Открытый воздух (16+6)                    |

* количество побед в одиночном разряде + количество побед в парном разряде.
| №   | Дата            | Турнир                  | Покрытие | Соперник в финале       | Счёт            |
| 1.  | 26 июля 1992    | Форте-деи-Марми, Италия | Грунт    | Лукаш Томас             | 7-6 2-6 6-3     |
| 2.  | 18 июля 1993    | Форте-деи-Марми, Италия | Грунт    | Марко Менешинчери       | 6-4 6-4         |
| 3.  | 25 июля 1993    | Форте-деи-Марми, Италия | Грунт    | Клаудио Ригагноли       | 5-7 6-2 6-3     |
| 4.  | 15 августа 1993 | Манербио, Италия        | Грунт    | Марко Менешинчери       | 7-5 6-4         |
| 5.  | 29 августа 1993 | Манербио, Италия        | Грунт    | Марко Менешинчери       | 6-3 7-5         |
| 6.  | 13 марта 1994   | Мелён, Франция          | Ковёр(i) | Тодд Нельсон            | 6-2 6-2         |
| 7.  | 27 марта 1994   | Мелён, Франция          | Ковёр(i) | Лионель Бартез          | 6-4 6-4         |
| 8.  | 1 сентября 1996 | Мерида, Мексика         | Хард     | Эрик Гомес              | 7-6 6-1         |
| 9.  | 8 сентября 1996 | Мерида, Мексика         | Хард     | Хуан-Антонио Пино-Перес | Без игры        |
| 10. | 6 октября 1996  | Малье, Италия           | Грунт    | Майлз Маклаган          | 6-4 3-6 6-3     |
| 11. | 27 октября 1996 | Малье, Италия           | Грунт    | Маркус Цилльнер         | 7-5 6-2         |
| 12. | 8 июня 1997     | Фюрт, Германия          | Грунт    | Томас Нюдаль            | 6-4 6-2         |
| 13. | 13 июля 1997    | Оберштауфен, Германия   | Грунт    | Андреа Гауденци         | 4-6 7-6 6-3     |
| 14. | 12 апреля 1998  | Неаполь, Италия         | Грунт    | Марат Сафин             | 6-4 6-4         |
| 15. | 22 августа 1999 | Прага, Чехия            | Грунт    | Петр Кралерт            | 7-5 2-6 6-3     |
| 16. | 19 марта 2000   | Салинас, Эквадор        | Хард     | Луис Орна               | 6-2 6-2         |
| 17. | 8 октября 2000  | Братислава, Словакия    | Хард(i)  | Райнер Шуттлер          | 7-5 6-1         |
| 18. | 10 февраля 2002 | Вроцлав, Польша         | Хард(i)  | Антони Дюпюи            | 6-3 6-2         |
| 19. | 16 ноября 2003  | Хельсинки, Финляндия    | Хард(i)  | Робин Сёдерлинг         | 6-4 7-6(4)      |
| 20. | 31 июля 2005    | Реканати, Италия        | Грунт    | Даниэле Браччали        | 6-4 4-6 6-3     |
| 21. | 30 июля 2006    | Реканати, Италия        | Грунт    | Симоне Болелли          | 6-4 3-0 — отказ |

#### Поражения (9)
| №  | Дата            | Турнир                    | Покрытие | Соперник в финале | Счёт        |
| 1. | 22 августа 1993 | Манербио, Италия          | Грунт    | Патрисио Арнольд  | 2-6 3-6     |
| 2. | 28 июля 1996    | Монтекатини-Терме, Италия | Грунт    | Андрей Рыбалко    | 6-4 6-7 4-6 |
| 3. | 13 октября 1996 | Малье, Италия             | Грунт    | Маркус Цилльнер   | 3-6 6-4 1-6 |
| 4. | 6 апреля 1997   | Барлетта, Италия          | Грунт    | Карлос Коста      | 3-6 2-6     |
| 5. | 22 июня 1997    | Айзенах, Германия         | Грунт    | Томас Нюдаль      | 3-6 1-6     |
| 6. | 24 мая 1998     | Будапешт, Венгрия         | Грунт    | Маркос Ондруска   | 6-4 5-7 6-7 |
| 7. | 18 июля 2004    | Гранби, Канада            | Хард     | Майкл Расселл     | 3-6 2-6     |
| 8. | 22 августа 2004 | Мёнхенгладбах, Германия   | Грунт    | Тобиас Заммерер   | 6-7(4) 1-6  |
| 9. | 20 марта 2005   | Санрайз, США              | Хард     | Кароль Бек        | 2-6 2-6     |

### Финалы турнировATPв парном разряде (2)

#### Победы (1)
| №  | Дата         | Турнир         | Покрытие | Партнёр             | Соперники в финале           | Счёт    |
| 1. | 27 июля 1997 | Умаг, Хорватия | Грунт    | Дину-Михай Пескариу | Кароль Кучера Доминик Хрбаты | 7-6 6-4 |

#### Поражения (1)
| №  | Дата           | Турнир           | Покрытие | Партнёр       | Соперники в финале               | Счёт       |
| 1. | 5 февраля 2006 | Загреб, Хорватия | Ковер(i) | Андреас Сеппи | Ярослав Левинский Михал Мертиняк | 6-7(7) 1-6 |

### Финалы челленджеров и фьючерсов в парном разряде (14)

#### Победы (8)
| №  | Дата             | Турнир                   | Покрытие | Партнёр         | Соперники в финале                            | Счёт           |
| 1. | 25 июля 1993     | Форте-деи-Марми, Италия  | Грунт    | Ян Кодеш        | Марко Менешинчери Карло Санторо               | 6-3 6-2        |
| 2. | 5 ноября 1995    | Ахмадабад, Индия         | Грунт    | Пьетро Пенниси  | Иван Барон Жуан Кунья э Силва                 | 7-6 6-4        |
| 3. | 18 августа 1996  | Мерида, Мексика          | Хард     | Скотт Баррон    | Лазаро Наварро-Батлес Хуан-Антонио Пино-Перес | Без игры       |
| 4. | 19 января 1997   | Андрезье-Бутеон, Франция | Грунт(i) | Пол Си Робинсон | Гийом Маркс Оливье Морель                     | 6-4 7-6        |
| 5. | 8 августа 1999   | Познань, Польша          | Грунт    | Массимо Ардинги | Хьюго Армандо Андрей Черкасов                 | 6-4 6-4        |
| 6. | 12 сентября 1999 | София, Болгария          | Грунт    | Массимо Ардинги | Душан Вемич Небойша Джорджевич                | 6-4 6-2        |
| 7. | 30 ноября 2003   | Милан, Италия            | Ковёр(i) | Такао Судзуки   | Марцин Матковский Мариуш Фирстенберг          | 6-4 7-5        |
| 8. | 30 июля 2006     | Реканати, Италия         | Грунт    | Симоне Болелли  | Себастьян Ришик Виктор Троицки                | 6-1 3-6 [10-4] |

#### Поражения (6)
| №  | Дата            | Турнир             | Покрытие | Партнёр             | Соперники в финале           | Счёт        |
| 1. | 25 августа 1996 | Мерида, Мексика    | Хард     | Скотт Баррон        | Эрик Касас Рикардо Росас     | 6-7 7-6 3-6 |
| 2. | 1 сентября 1996 | Мерида, Мексика    | Хард     | Скотт Баррон        | Эрик Касас Рикардо Росас     | 2-6 6-3 3-6 |
| 3. | 8 сентября 1996 | Мерида, Мексика    | Хард     | Скотт Баррон        | Эрик Касас Рикардо Росас     | 4-6 2-6     |
| 4. | 13 октября 1996 | Малье, Италия      | Грунт    | Хуан Хисберт-Шульце | Горан Оресич Игорь Сарич     | 3-6 4-6     |
| 5. | 12 октября 1997 | Барселона, Испания | Грунт    | Дину-Михай Пескариу | Тамер эль-Сави Нуну Маркиш   | 1-6 2-6     |
| 6. | 18 июля 2004    | Гранби, Канада     | Хард     | Харел Леви          | Брайан Бейкер Фрэнк Данцевич | 2-6 6-7(5)  |